# Kambodja i olympiska sommarspelen 2016
Kambodja deltog med sex deltagare vid de olympiska sommarspelen 2016 i Rio de Janeiro. Ingen av landets deltagare erövrade någon medalj.

## Brottning
Förkortningar:
- VT – Vinst genom fall.
- PP – Beslut efter poäng – förloraren fick tekniska poäng.
- PO – Beslut efter poäng – förloraren fick inte tekniska poäng.
- ST – Teknisk överlägsenhet – förloraren utan tekniska poäng och en marginal med minst 8 (grekisk-romersk stil) eller 10 (fristil) poäng.

Herrar, grekisk-romersk stil
| Brottare      | Gren           | Kvalomgång           | Omgång 1                | Kvartsfinal          | Semifinal            | Återkval 1           | Återkval 2           | Final / BM           | Final / BM |
| Brottare      | Gren           | Motståndare Resultat | Motståndare Resultat    | Motståndare Resultat | Motståndare Resultat | Motståndare Resultat | Motståndare Resultat | Motståndare Resultat | Placering  |
| ------------- | -------------- | -------------------- | ----------------------- | -------------------- | -------------------- | -------------------- | -------------------- | -------------------- | ---------- |
| Chov Sotheara | Flugvikt -48kg | Bye                  | Castillo (COL) L 0–4 ST | Gick inte vidare     | Gick inte vidare     | Gick inte vidare     | Gick inte vidare     | Gick inte vidare     | 16         |

## Friidrott
Förkortningar
- Notera– Placeringar avser endast det specifika heatet.
- Q = Tog sig vidare till nästa omgång
- q = Tog sig vidare till nästa omgång som den snabbaste förloraren eller, i fältgrenarna, genom placering utan att nå kvalgränsen
- NR = Nationellt rekord
- N/A = Omgången fanns inte i grenen
- Bye = Idrottaren behövde inte tävla i omgången

Bana och väg
| Idrottare        | Gren              | Final    | Final     |
| Idrottare        | Gren              | Resultat | Placering |
| ---------------- | ----------------- | -------- | --------- |
| Kuniaki Takizaki | Herrarnas maraton | 2:45:55  | 139       |
| Nary Ly          | Damernas maraton  | 3:20:20  | 133       |

## Simning
| Idrottare      | Gren                   | Heat  | Heat      | Semifinal        | Semifinal        | Final            | Final            |
| Idrottare      | Gren                   | Tid   | Placering | Tid              | Placering        | Tid              | Placering        |
| -------------- | ---------------------- | ----- | --------- | ---------------- | ---------------- | ---------------- | ---------------- |
| Pou Sovijja    | Herrarnas 100 m frisim | 54,55 | 57        | Gick inte vidare | Gick inte vidare | Gick inte vidare | Gick inte vidare |
| Hemthon Vitiny | Damernas 50 m frisim   | 29,37 | 66        | Gick inte vidare | Gick inte vidare | Gick inte vidare | Gick inte vidare |

## Taekwondo
| Idrottare    | Gren            | Åttondelsfinaler     | Kvartsfinaler        | Semifinaer           | Återkval             | Final                | Final            |
| Idrottare    | Gren            | Motståndare Resultat | Motståndare Resultat | Motståndare Resultat | Motståndare Resultat | Motståndare Resultat | Placering        |
| ------------ | --------------- | -------------------- | -------------------- | -------------------- | -------------------- | -------------------- | ---------------- |
| Sorn Seavmey | Damernas +67 kg | Oogink (NED) L 1–7   | Gick inte vidare     | Gick inte vidare     | Gick inte vidare     | Gick inte vidare     | Gick inte vidare |